# Rivière Pollet
La Pollet est une rivière du Nouveau-Brunswick. Celle-ci prend sa source de plusieurs ruisseaux aux environs de la Colline McManus, à plus 300 mètres d'altitude, dans les collines calédoniennes. Elle se jette en rive droite de la rivière Petitcodiac entre River Glade et Salisbury. Le long de son cours se trouvent les communautés suivantes, d'amont en aval: Riverview, Elgin, Pollet River, The Glades et Kay River.